# 阿卜杜勒-阿齐兹·贝勒哈代姆
阿卜杜勒-阿齐兹·贝勒哈代姆（阿拉伯语：عبد العزيز بلخادم；1945年11月8日—）阿尔及利亚政治家，生於阿夫卢 ，2006－2008年任阿尔及利亚总理。

## 生平
1972年－1977年担任胡阿里·布迈丁政府的国际关系副主任。
1977年、1982年和1987年连续当选议员，1988年到1990年任全国人民议会副议长，1990年10月到1992年任阿尔及利亚国会议长。从1991年到1997年是民族解放阵线政治局委员，2000年7月－2005年5月任国务部长兼外交部长，然后任国务部长兼国家元首（布特弗利卡总统）私人代表，2006年5月被任命为阿尔及利亚总理。
2007年5月的议会选举中，由于阿尔及利亚政府中有19名部长在选举中当选为新一届国民议会（议会下院）议员，而根据阿尔及利亚宪法，禁止公民同时担任政府部长和议会议员，贝勒哈代姆向布特弗利卡总统递交了政府辞呈。6月1日布特弗利卡总统再次委任贝勒哈代姆组建阿新一届政府。
2008年6月23日，阿尔及利亚总统阿卜杜勒-阿齐兹·布特弗利卡改组政府，任命艾哈迈德·乌叶海亚为政府总理，贝勒哈代姆被任命为国务部长兼国家元首私人代表。